# Berliner Stadtbibliothek
Die Berliner Stadtbibliothek wurde am 6. Juni 1901 auf Beschluss der Berliner Stadtverordnetenversammlung gegründet. Seit dem 1. April 1996 gehört sie zur Stiftung Zentral- und Landesbibliothek Berlin. Sie liegt in der Breiten Straße 30–36 in Berlin-Mitte.

## Geschichte
Am 15. Oktober 1907 wurde die Zentrale für die Volksbüchereien als Öffentliche Leihbibliothek in der Berliner Zimmerstraße 90–91 eröffnet. Der Anfangsbestand umfasste 90.000 Bände (Bücher, Kataloge, Zeitschriften), die zum großen Teil aus Schenkungen und Stiftungen stammten. Gedruckte Kataloge erschlossen die Bestände vollständig. Die Stadtbibliothek war Teil eines zweischichtigen Bibliothekssystems, das sie mit all jenen seit 1850 eröffneten städtischen Volksbibliotheken bildete (nach 1918 auch ‚Volksbüchereien‘ genannt), die im Bereich des alten Stadtgebiets lagen, wie es bis zum Groß-Berlin-Gesetz von 1920 bestand. Die Stadtbibliothek erbrachte zentral für diese Volksbibliotheken bestimmte Dienste (Buch- und Materialkauf, Bestandspflege, Buchbinderei, Personalverwaltung und -schulungen, Katalogisierung etc.).

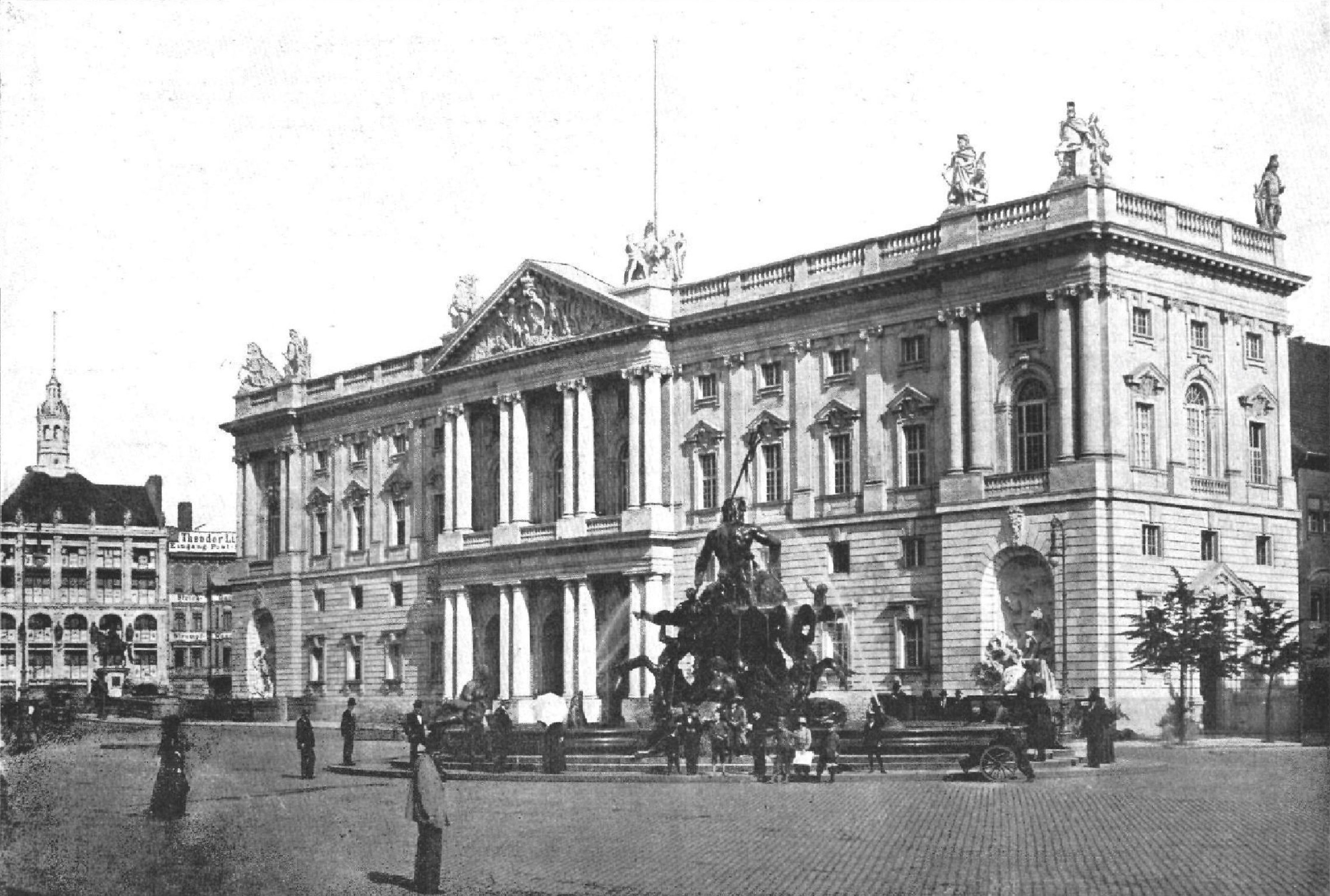
Neuer Marstall, 1901

Im Jahr 1908 beschloss die Stadtverordnetenversammlung einen Neubau, der durch den Ausbruch des Ersten Weltkriegs nicht realisiert wurde. Zwölf Jahre später, 1920, wurde die Bibliothek in der Zimmerstraße geschlossen und der Umzug in den Alten Marstall und den Neuen Marstall vorbereitet. Im März des folgenden Jahres wurde die Bibliothek in den Räumen eröffnet, in denen sie sich seitdem befindet. Gleichzeitig erhielt die Bibliothek einen großen Lesesaal. Die Bestände waren inzwischen auf 200.000 Bände angewachsen. Nur drei Jahre später erreichte der Bestand durch weitere wertvolle Stiftungen und Schenkungen 230.000 Bände.
Mit Beschluss vom 7. September 1926 übertrug die Stadtverordnetenversammlung die Zuständigkeit für die Volksbüchereien im alten Stadtgebiet von der Stadtbibliothek auf die Bezirksämter der inneren sechs Bezirke (I. Mitte, II. Tiergarten, III. Wedding, IV. Prenzlauer Berg, V. Friedrichshain und VI. Kreuzberg). Ab 9. November 1926 bildete jeder dieser Bezirke ein eigenes, nunmehr Stadtbücherei genanntes Bibliothekssystem, wie dies in den Bezirken im Bereich der erst 1920 eingemeindeten Gebiete schon seither geschehen war.
In der Zeit des Nationalsozialismus, am 26. April 1933 veröffentlichten die Bibliotheksräte Max Wieser, Leiter der Stadtbücherei Spandau, und Wolfgang Engelhard, Leiter der Stadtbücherei Köpenick, eine schwarze Liste unerwünschter Literatur und anderer Medien. Vom 1. Juli bis 15. August 1933 schlossen alle städtischen öffentlichen Bibliotheken, um die unerwünschten Medien auszusortieren. Die betreffenden Medien wurden im Büchermagazin im Neuen Marstall eingelagert, den die Stadtbibliothek seit 1921 ebenfalls nutzte.
Als der Zweite Weltkrieg nach Berlin zurückkehrte, zerstörten Bombenabwürfe vor allem die Mitte der Stadt, wobei das Marstallgebäude besonders betroffen war. Nach dem Krieg eröffnete mit Zustimmung der sowjetischen Kommandantur eine provisorische Ausleihstelle in der ehemaligen Sattelkammer des Marstallgebäudes. Im Sommer 1945 wurden die erhaltenen, seit März 1933 eingelagerten unerwünschten Medien von der Stadtbibliothek an die 43 noch bestehenden der einst 106 (Stand 1939) städtischen Volksbüchereien ausgegeben. Im September 1945 befahl Georgi Shukow, dass alle städtischen und privaten öffentlichen Bibliotheken in Berlin alle Medien nationalsozialistischen oder militaristischen Inhalts auszusortieren und abzuliefern haben. Eine Erhebung im März 1946 ergab, dass der Medienbestand aller städtischen Bibliotheken sich gegenüber 1939 halbiert hatte, der Personalbestand im gleichen Zeitraum auf ein Drittel gesunken war.
Im Juni 1946 bestätigte die Alliierte Kommandantur Shukows Befehl vom September 1945 für die Viersektorenstadt Berlin. Otto Winzer (KPD), ein Mitglied der Gruppe Ulbricht und seit dem 19. Mai 1945 Leiter der Abteilung für Bildung im sowjetischerseits eingesetzten Magistrat Werner, ordnete am 6. Juni 1946 an, alle Büchereien zu schließen, um alle Medien nationalsozialistischer Weltanschauung, revanchistischer und monarchieverherrlichender Tendenz auszusortieren. Winzers Abteilung erstellte dazu eine schwarze Liste auszusortierender Titel. Die Bibliotheksmitarbeiter in den Westsektoren sortierten jedoch nicht vollständig nach den Vorgaben aus, weil die dortigen Bezirksämter, denen die Volksbüchereien unterstanden, der Ansicht waren, diese Liste subsumiere zu Unrecht zu viele Titel unter den Ausschlusskriterien. Das gesamte verbliebene Personal aller städtischen Bibliotheken wurde auf Haltung und Verhalten während des Dritten Reichs hin überprüft und, soweit in einzelnen Fällen für nötig befunden, entlassen.
Die Aufstockung des dezimierten Buchbestandes lag zentral in Händen von Winzers Bildungsabteilung im noch ungeteilten Berlin, weshalb viele Titel seiner Tendenz folgend angeschafft wurden. Nach der Teilung Berlins im November und Dezember 1948 wurde für die Westsektoren eine eigene Bibliotheksabteilung aufgebaut, die in den westlichen Volksbüchereien erneut eine Aussortierung ansetzte, diesmal der inzwischen angeschafften Titel mit kommunistisch-propagandistischer oder sowjetverherrlichender Tendenz betreffend. Ein der Stadtbibliothek in Ost-Berlin entsprechendes Gegenstück erhielt West-Berlin erst 1954 in Form der Amerika-Gedenkbibliothek im amerikanischen Sektor.
Erst 1950 erreichten die Bestände den Umfang, den sie vor dem Krieg hatten (400.000 Bände). Die Berliner Stadtbibliothek nahm 1951 den Leihverkehr mit den staatlichen Allgemeinbibliotheken wieder auf. Nach 1952 begann eine umfangreiche bibliografische Publikationstätigkeit. So wurden seitdem die monatlich erscheinenden Bibliographischen Kalenderblätter herausgegeben und eine Zeitschriftenauswertung erarbeitet, die auch überregional zur Verfügung gestellt wurde.

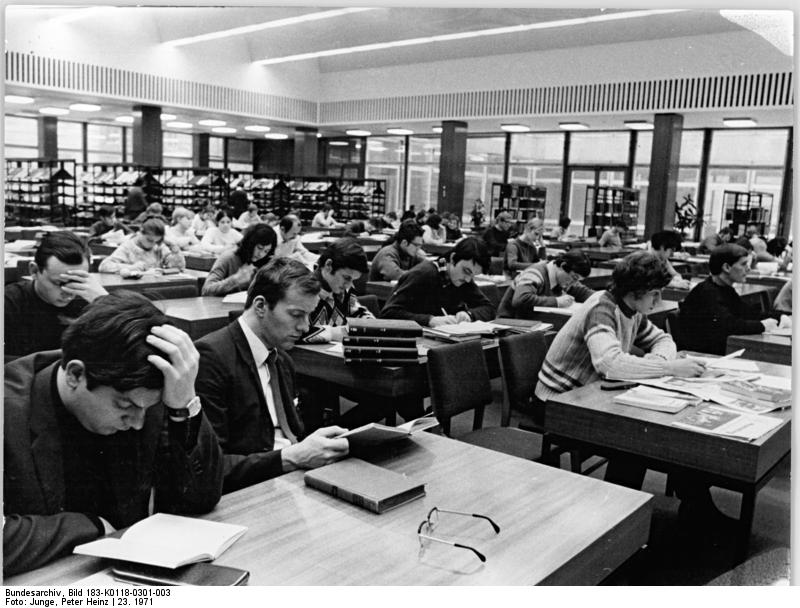
Lesesaal, März 1971

Die nach der Auslagerung in Polen und der Tschechoslowakei aufgefundenen Bestände wurden 1953/1954 nach Berlin zurückgeführt. 1953 wurden die Berliner Ärztebibliothek und 1955 die Ratsbibliothek (ehemals Magistratsbibliothek) als Fachabteilungen in die Berliner Stadtbibliothek eingegliedert. Ebenfalls 1955 erhielt die Berliner Stadtbibliothek neben ihrer Funktion als wissenschaftliche Allgemeinbibliothek die Aufgaben einer Zentralbibliothek für die staatlichen Allgemeinbibliotheken von Berlin-Ost. 1958 wurde eine Autobücherei zur Literaturversorgung der Berliner Randgebiete eingerichtet. 1969 wurden die Spezialabteilungen Artothek und Diathek (Sammlung von Dias) eröffnet, 1973 eine Linguathek (Sammlung von Sprachkursen auf Schallplatten und Tonbändern).
Nach der deutschen Wiedervereinigung wurden die ehemals Ost-Berliner Stadtbibliothek und die Amerika-Gedenkbibliothek 1995 zur Zentral- und Landesbibliothek Berlin (ZLB) zusammengefasst.

## Architektur

### Übersicht

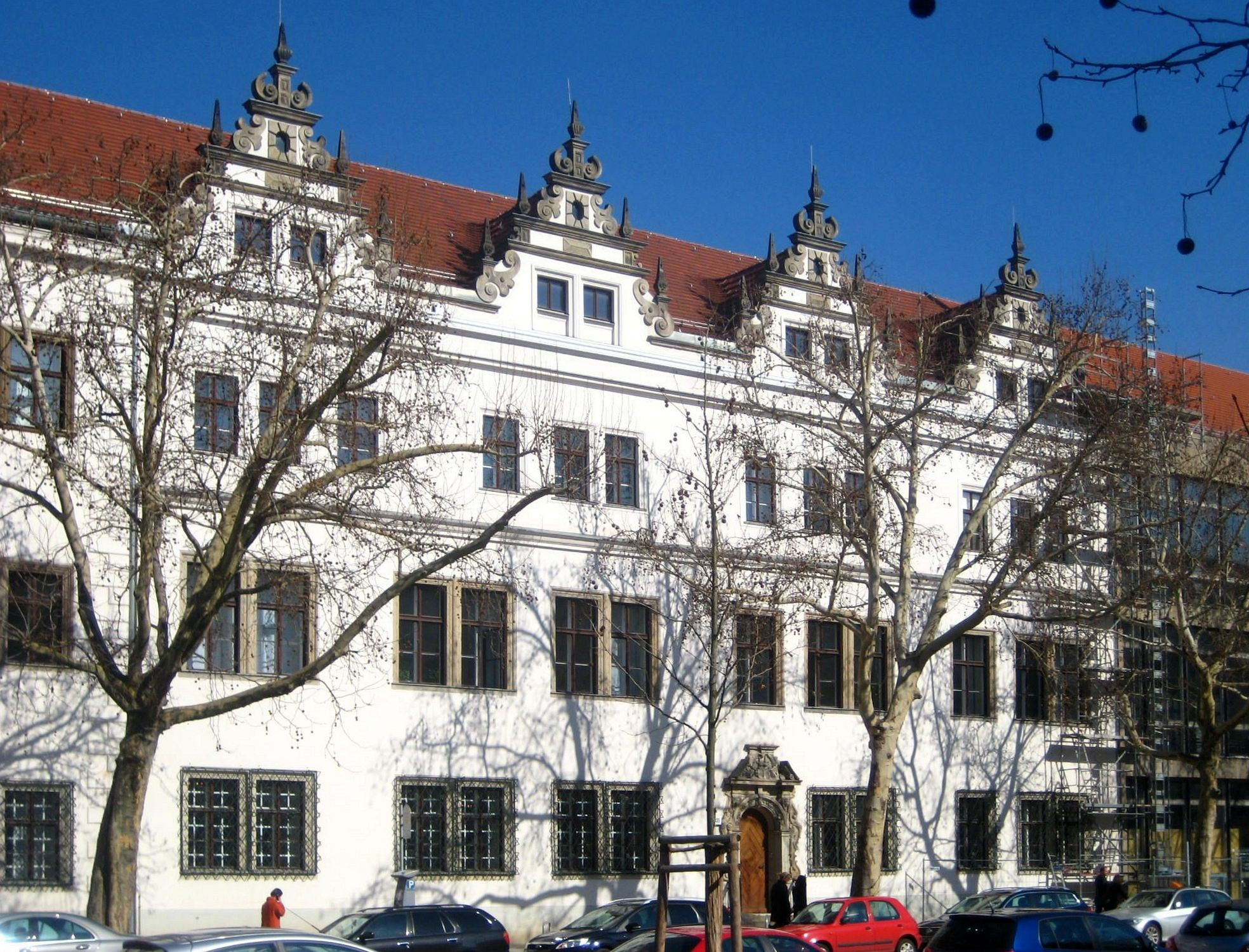
Angrenzendes Ribbeck-Haus (1624, aufgestockt Anfang des 19. Jh.), im 21. Jh. Zentrum für Berlinstudien der Stadtbibliothek; das Ribbeck-Haus ist das einzige erhaltene Renaissancegebäude Alt-Berlins

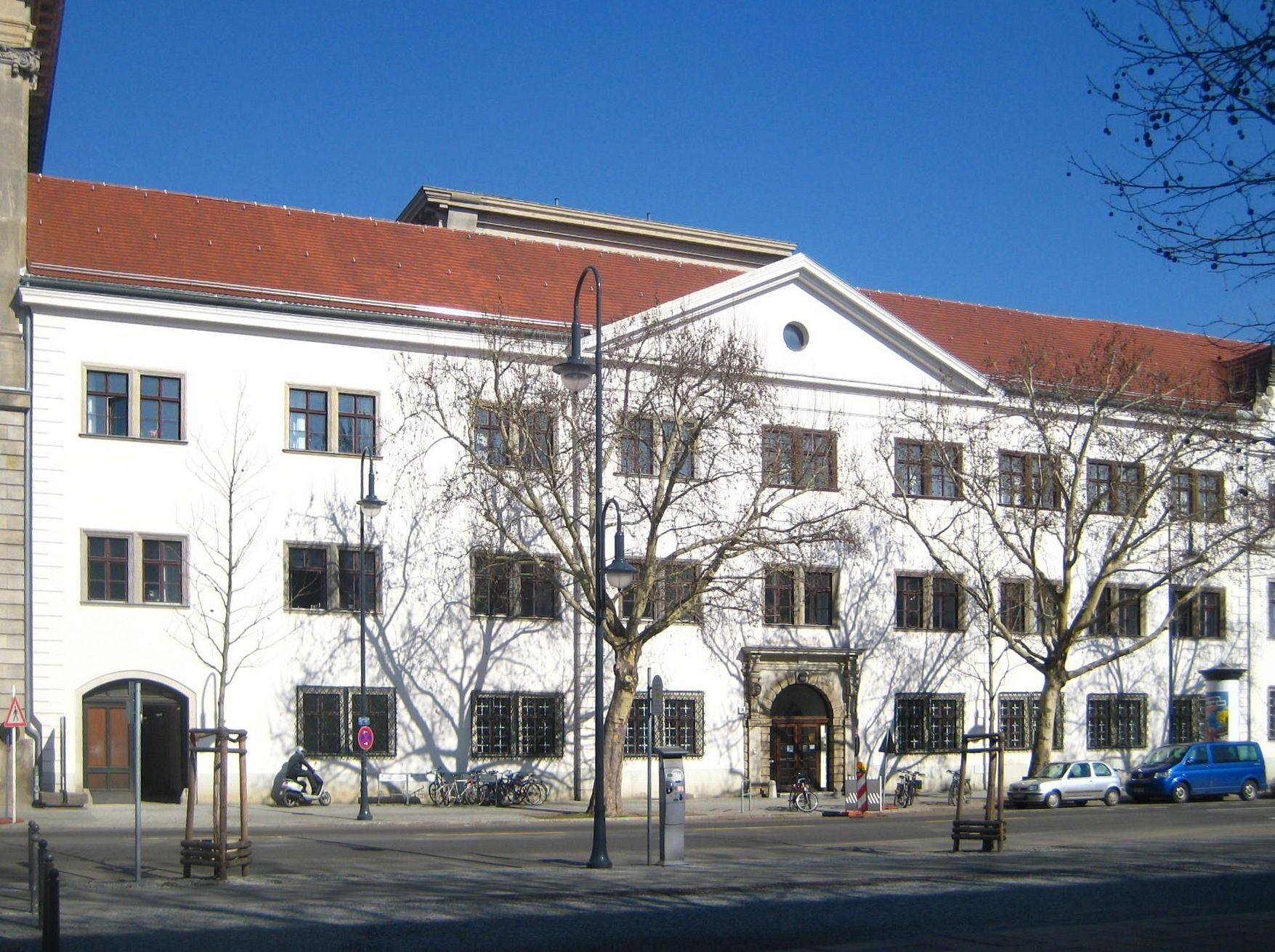
Angrenzender Alter Marstall (1670), ebenfalls Teil der Berliner Stadtbibliothek

Im Jahr 1961 beschlossen die Stadtverordnetenversammlung von Ost-Berlin und der Ministerrat der DDR einen Bibliotheksneubau im Marstallkomplex, nachdem dieser in den 1960er Jahren enttrümmert worden war. Das Architektenkollektiv um Heinz Mehlan rekonstruierte den historischen Spreeflügel und den reparierten Alten Marstall zur bibliothekarischen Nutzung. Ein neuerrichteter dreigeschossiger Flachbau verbindet nun beide Gebäudeteile und nahm die Ausleihzentrale, Lesesäle und Kataloge auf. Am 11. Oktober 1966 wurde die Erweiterte Berliner Stadtbibliothek im Rahmen der X. Berliner Festtage eröffnet. Der dreigeschossige Neubau setzt sich mit einer gläsernen Fassade baulich bewusst von den historischen Gebäudeteilen ab.

### DasA-Portal von Fritz Kühn

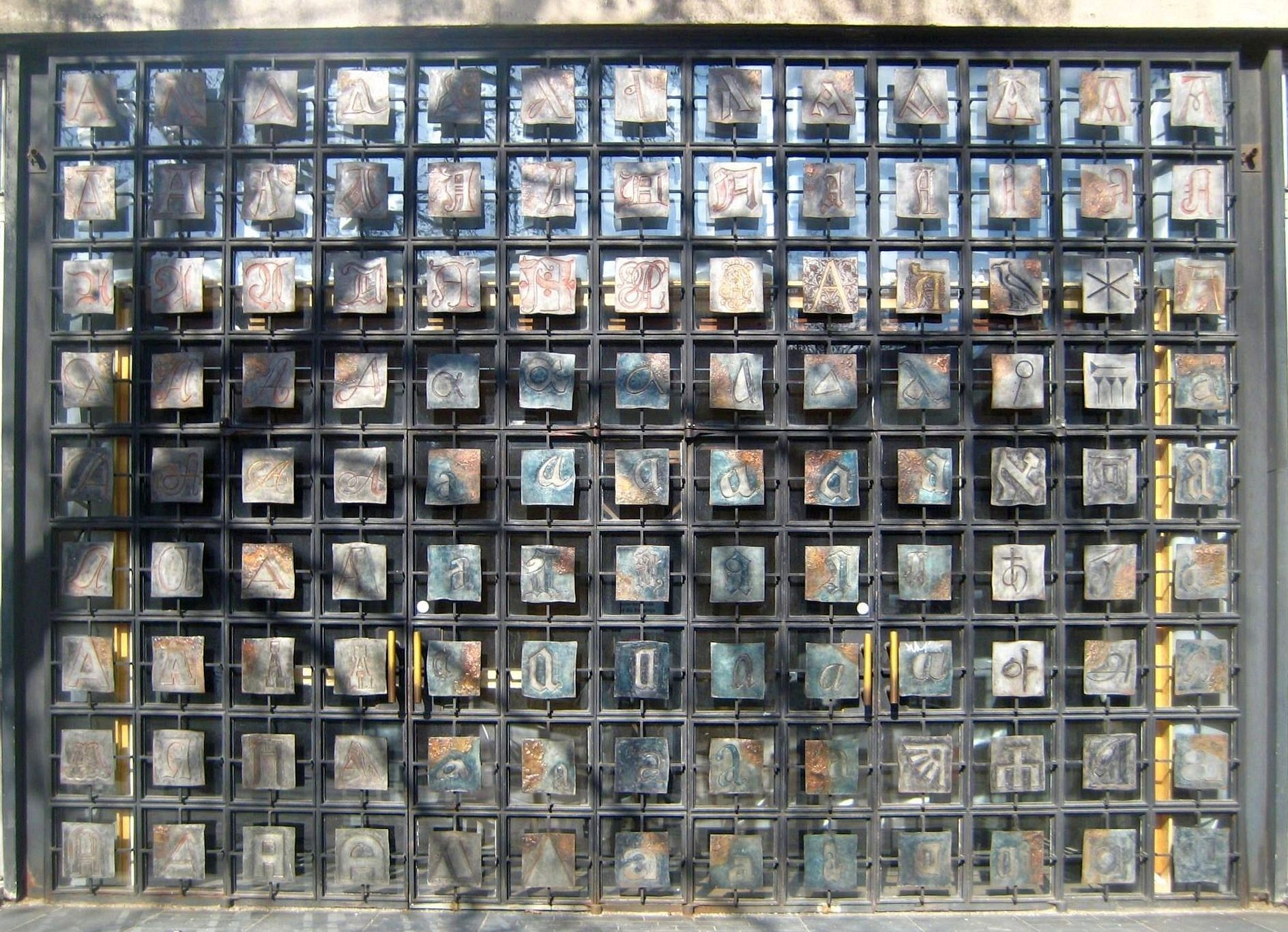
Flügeltür mit einem A-Teppich gestaltet als Haupteingang in der Breiten Straße

Der im Februar 1967 fertiggestellte A-Teppich bildet das Eingangsportal zur Berliner Stadtbibliothek. Er erhielt seinen Namen, weil die Fläche, in neun Reihen übereinander, von 117 Variationen des Buchstaben ‚A‘ gebildet wird. Vom Entwurf zur Ausführung erfolgte die Erstellung des Kunstwerks im Werkstatt-Atelier des Künstlers. Die A–Variationen wurden aus den Tafeln mit Spezialwerkzeugen herausgeschmiedet, im Schmiedefeuer mit Messing und Kupfer beschmolzen, zum Teil gebläut oder vergoldet und zum Abschluss lasiert.
Der Metallgestalter und Metallbildhauer Fritz Kühn sagte über die Symbolkraft des Portals:

„Die Berliner Stadtbibliothek – moderne Architektur – hat ihren Platz zwischen historischen Bauwerken erhalten. Eine Verbindung sollte möglichst durch Betonung des Eingangs erreicht werden. Diese musste jedoch den geraden, sachlichen Formen unserer heutigen Architektur angepasst sein. So versuchte ich, durch Handwerklichkeit in der Sprache unserer Zeit dem Eingangsportal der Berliner Stadtbibliothek den Ausdruck des Wertvollen zu geben. Eine moderne wissenschaftliche Bibliothek unserer Zeit ist kein exklusives Literaturmuseum, das nur einem ausgewählten Benutzerkreis zur Verfügung steht. Sie ist im Sinne des sozialistischen Kultur- und Bildungsstrebens eine allen Menschen zugängliche Stätte, die das geistige Gut, die wissenschaftliche Erkenntnis der Vergangenheit und Gegenwart bewahrt und erschließt für die Nutzung im Dienst des menschlichen Fortschritts.

Hinweisend auf den Sinn des ganzen Bauwerkes, das Besondere im Inneren des Hauses, wählte ich dazu den Anfangsbuchstaben des Alphabets, das A. Dabei ließ ich den vielen Möglichkeiten Raum, Eigenart und Wandlung im Laufe der Zeiten und Sprachen  zu zeigen. […] Da sich zweiflügelige Türen maßlich nicht gut in die Rasterarchitektur des Bauwerkes einfügen, sollten die Stahlplatten mit den Buchstaben den gesamten Eingang wie ein Teppich überziehen. Die 117 Stahlplatten ließen kein Schriftbild entstehen – vielmehr tragen die gestalteten Buchstaben symbolischen Charakter, sie sind Zeichen für die Schrift im umfassenden Sinne.“

## Bestände
Die Bestände der Zentral- und Landesbibliothek Berlin sind nach Fächern auf die beiden Häuser der Bibliothek aufgeteilt. In der Berliner Stadtbibliothek finden sich folgende Fachgebiete:
- Allgemeines. Nachschlagewerke. Informationsmittel
- Berlin-Sammlungen
- Buch- und Bibliothekswesen, Informationswissenschaft
- Historische Sammlungen
- Informatik
- Kommunalwissenschaften
- Kommunikation und Medien
- Landwirtschaft
- Mathematik
- Medizin
- Naturwissenschaften
- Recht
- Senatsbibliothek Berlin
- Sport
- Technik
- Umwelt
- Wirtschaft

## Direktoren
- 1907–1924: Arend Buchholtz (1857–1938)
- 1924–1934: Gottlieb Fritz (1873–1934)
- 1934–1945: Wilhelm Schuster (1888–1971)
- 1945–1949: Erich Kürschner (1889–1966)
- 1949–1951: Karl Schulze
- 1951–1991: Heinz Werner (1921–1997)
- 1992–1995: Gabriele Beger (1952–2024)